# Éric Thériault
 (mars 2020).
Si vous disposez d'ouvrages ou d'articles de référence ou si vous connaissez des sites web de qualité traitant du thème abordé ici, merci de compléter l'article en donnant les références utiles à sa vérifiabilité et en les liant à la section « Notes et références ».
Compléments
- Un des pionniers de la bande dessinée de science-fiction québécoise des années 1980 et 1990.

Éric Thériault est un scénariste et dessinateur québécois de bande dessinée, illustrateur et blogueur né en 1967 à Trois-Rivières au Québec (Canada).
Il est un des pionniers de la BD de science-fiction québécoise des années 1980 et 1990[réf. nécessaire].

## Biographie
Éric Thériault commence à publier des bandes dessinées dans un fanzine appelé Meteor en 1982, créé avec l'aide de Stéphane Sicard. Ce fanzine, un des premiers du genre au Québec, se spécialise en science-fiction et en super-héros, . En 1984, Thériault déménage à Montréal pour étudier en graphisme au Cégep du Vieux Montréal. Il continue son travail avec le fanzine Meteor qui change de nom pour Laser et ensuite Krypton. Sous Krypton, le contenu science-fiction du magazine diminua pour laisser plus de place aux BD d'auteurs. Plusieurs dessinateurs, plus connus maintenant, y ont publié comme Grégoire Bouchard, Richard Suicide et Siris. Par l'auto-publication (Krypton, Rectangle, XL5 et Veena) et la participation à des zines et projets collectifs (Guillotine, M. Swiz, Hydrale, MacTinTac, Écran d'Arret, Zeppelin, Cute Comix et d'autres...), il développe un style touché par l'influence de son milieu. En 1989,un premier album paraît aux Éditions du Phylactère : L'Univers Rockfeller.
Plusieurs de ses bandes dessinées ont été réunies dans le comic book autoproduit anglophone Veena, publié irrégulièrement depuis 1991, premièrement comme un mini-comic, puis comme un comic book indépendant (1999 à 2001) et ensuite comme une bande dessinée en ligne (webcomic). Thériault crée le personnage John Star, publié dans Veena comic book et ensuite dans Mensuhell. Il publie aussi de courts récits variés dans plusieurs anthologies aux États-Unis comme Real Stuff, Duplex Planet (tous deux chez Fantagraphics Books), Legal Action Comics, 9-11: Emergency Relief (Alternative Comics).
Il poursuit également depuis une vingtaine d'années une carrière d'illustrateur de livres et de designer pour l'industrie du dessin animé sur des séries comme Arthur, Animal Cracker, Caillou, Treasure, Flight Squad, Walter et Tandoori et autres.
Quittant Cinar animation en 2000, il se joint à Yanick Paquette et Clément Sauvé et partage le Studio 3265. D'autres se joignent ensuite pendant une dizaine d'années dont Serge Lapointe, Michel Lacombe, Stéphane Peru et Karl Kershl.

## Publications

### Albums
- L'Univers Rockefeller, 1989, éditions du Phylactère, Montréal ;
- Veena et les spectres du temps, 2009, Les 400 coups (édition), Montréal ;
- Le rêve Canadien, 2015, CFORP, Ottawa ;
- Sir Wilfrid laurier, bâtisseur du Canada d'aujourd'hui, 2016, Ottawa.
- L'Institut de la Statistique, 2024, Montréal ;

### Albums collectifs
- Écran d'arrêt, 1991, A.C.I.B.D., Montréal ;
- Rêves[8], [9], [10], 1992, Éditions du Phylactère/Paje éditeur/A.C.I.B.D., Montréal ;
- Plan cartésien, 2006, Les 400 coups, Montréal ;
- Cœur de glace, 2009, Les 400 coups, Montréal ;
- Frankenstein réassemblé[11], 2010, Les 400 coups, Montréal ;
- Terra Obscura, S.M.A.S.H. of two worlds, 2014, DC Comics, New York.

### Périodiques
Magazines
- Zeppelin[12], [13], magazine BD de Québec, 1992-1993 ;
- Solaris[14], revue québécoise de science-fiction et de fantastique, 1993 ;
- Zine Zag[15], 100 % BD, 1998-2004 ;
- Safarir, magazine de l'humour illustré, 2003-2009.

Comic books (en anglais)
- Veena[5], 1999-2001 ;
- Johnny Dollar, Moonstone Books, 2003 ;
- Terra Obscura, ABC/Wildstorm, 2005.

Fanzines
- Meteor, BD de science-fiction 1982 ;
- Laser, BD de science-fiction 1982-1984 ;
- Bédézine, BD de science-fiction 1983 ;
- Empire, BD de science-fiction 1984 ;
- Krypton, BD alternative et science-fiction 1985-1988 ;
- Rectangle, BD 1987-1989 ;
- XL5, BD 1989-1990 ;
- Veena and the Time Machine, BD 1991-1993 ;
- MensuHell, bande dessinée, 2000-2003 ;
- Planches, 2022.

## Expositions

### Collectives
- 1985 : Festival de la caricature et de la bande dessinée, CEGEP de Trois-Rivières, Trois-Rivières ;
- 1991 : Écran D'arrêt, CEGEP du Vieux-Montréal, 6e Festival international de bande dessinée de Montréal, Montréal ;
- 1992 : Rêves, CEGEP du Vieux-Montréal, 7e Festival international de bande dessinée de Montréal, Montréal ;
- 1992 : Cadres, BD actuelle au Québec, Foufounes électriques, 7e Festival international de bande dessinée de Montréal, Montréal ;
- 1993 : Dessinateurs du Québec, Centre belge de la bande dessinée, Bruxelles (Belgique).
- 1999 : Semaine de la bande dessinée québécoise, Louvain-la-Neuve (Belgique)
- 2004 : Ink on the Edge, Tadu Contemporary Art, Bangkok (Thaïlande) ;
- 2008 : Typhoon, Galerie Monastiraki, Montréal ;
- 2010 : Les héros de notre enfance, XXIIIe Festival de la bande dessinée francophone de Québec, Québec ;
- 2015 : Hommages à CHARLIE HEBDO, Festival de la bande dessinée francophone de Québec, Bibliothèque Monique-Corriveau, Québec, Québec.
- 2016 : Bédéistes d'Hochelaga, Librairie Z, Montréal.

## Distinctions
- 1993 :  Lauréat seconde place Prix Solaris volet bande dessinée, pour la BD Balmoral publiée dans le magazine Solaris (no 106, août 1993)[16] ;
- 1993 :  Lauréat Prix Bédéis causa bande dessinée de l’année, magazine Zeppelin, 6e Festival de la bande dessinée francophone de Québec, Québec [17] ;
- 2007 :  Lauréat Prix Expozine, catégorie livre francophone, pour l'anthologie Plan Cartésien dirigée par Jimmy Beaulieu à laquelle il a participé[réf. nécessaire].